# 拆屋工
《拆屋工》（又译作），是一款由任天堂开发的动作游戏，于1985年在FC游戏机发行。本游戏由坂本贺勇设计，游戏之后移植与数个平台。

## 玩法
玩家控制着瑪利歐或路易吉，需要用大铁锤将所有的物品摧毁。

## 开发
本游戏执行制作人为山内溥，制作人为横井军平。

## 再版
任天堂在1985年12月31日发行了街机版《Vs.拆屋工》，并加入二人同时游戏模式。
《拆屋工》1989年再版于FC磁碟机，随后收录于2004年Game Boy Advance合辑《FC迷你》，是其第14款游戏。
游戏再版于三个平台的Virtual Console：2007年于Wii；2011年作为“大使程序”于任天堂3DS，2012年和2013年于全球3DS eShop；2013年于全球Wii U。和FC版不同，各Virtual Console版皆支持关卡保存。

## 续作
《拆屋工1998》是1998年在日本超级任天堂的任天堂力量下载游戏服务独占发行的动作益智游戏，后为超级任天堂主机自身发行。游戏是原版的续作，同时收录原游戏作为附赠。游戏於2024年4月12日登陸任天堂Switch Online。

## 影响
2012年的迪士尼动画电影《无敌破坏王》中，主角拉尔夫和阿修来自的街机游戏原型与《拆屋工》有相似之处。
2023年《超級瑪利歐兄弟電影版》中，本遊戲的反派角色釘子工有出現在電影裡，為瑪利歐與路易吉的前雇主。

## 外部連結
- 红白机40周年纪念活动网站上的《拆屋工 （页面存档备份，存于）》（日語）